# 議会図書館
議会図書館（ぎかいとしょかん）とは、議員の調査研究を助けるために置かれる図書館のことである。

## 概要
議員および議会の立法補佐スタッフのために図書館サービスを行う施設であり、議会の施設に附属して設けられ、議会の事務局もしくは議会に属する独立の機関により運営される。
議会図書館の設置の趣旨は、議員が国や地方自治体の行政に関する事項を調査することを助け、立法活動に役立てることにある。このため議会図書館には主に政治、法律、行政などに関する図書館資料が収集、整理、所蔵され、議員の利用に供している。また多くの議会図書館は、議員の調査研究を妨げない範囲において、住民・国民に対しても図書館資料を公開し、住民・国民の行政立法に関する調査研究を助ける機能を有している。議会図書館の中には、日本の国立国会図書館やアメリカ合衆国の議会図書館のように、単なる議会のための行政・立法の調査研究図書館に留まらず、広く国民に対するサービスを行う国立図書館としての機能を有しているものも存在する。
国の議会のように大規模な予算と充実したスタッフを有する議会図書館では、議会やその常任委員会、議員らから立法業務遂行にあたる上で必要の生じた調査依頼を受け付け、収集した資料を利用して回答を行うレファレンスサービスに専任の部署を設けている場合がある。このように議会のために図書館員が行うレファレンスサービスを立法レファレンス（立法考査）といい、特に規模の大きな議会図書館では、立法レファレンス部局に調査を専任の職務とするスタッフを抱え、質問に対するレファレンス回答のみならず立法と国政に関する事項の調査研究をも行っている。

## 日本の議会図書館
日本の議会図書館は、国の議会である国会に置かれる国立国会図書館と、地方公共団体の議会（地方議会）に置かれる議会図書室の2種類がある。

### 国立国会図書館
国立国会図書館は国会法第130条を設置の根拠とする議会図書館で、「議員の調査研究に資するため」置かれる。同条に基づいて定められた国立国会図書館の設置法が国立国会図書館法であるが、同法は国立国会図書館に納本制度による国内出版物の網羅的収集を行わせ、またこれを利用して議員のみならず国民全体に対する図書館奉仕を行うよう義務付けている。これは、国立国会図書館がその設立のモデルにしたアメリカ議会図書館と同様に、単なる議会図書館であるだけではなく、国立中央図書館の機能を兼ね備えていることを意味している。
国立国会図書館にはアメリカ議会図書館の立法レファレンス部門である議会調査局にならって「調査及び立法考査局」が置かれている。この局は国会からの要請に基づいて議案・法案の分析、評価や議案の起草などの立法補佐サービスを行うこと、また国会からの要求や自発的な方針に基づいて立法に関する資料の収集、分類、分析、翻訳、索引、摘録、編集、報告などを行って国会に対して党派的な偏見に捉われない中立的な資料提供を行うことが定められている。この他にも、国会図書館は議会図書館として、納本制度によって集めた網羅的な膨大な資料を一般の国民よりも国会に対して優先的に提供することとされており、議員は資料の貸し出しなどで充実した図書館サービスを受けることができる。

### 地方議会の議会図書室
地方議会の議会図書室は、地方自治法第100条第19項に基づいて地方議会に附置することが義務付けられた図書室である。この図書室には、同条第17項によって政府から都道府県及び市町村の議会に送付される官報及び政府刊行物、並びに第18条によって都道府県から区域内の市町村及び他の都道府県の議会に送付される公報及び刊行物を保管しなくてはならない。これに加えて議会図書室には、議員の活動に役立てるため、法律に基づいて送付される資料に加えて当該の自治体が作成・刊行した当該地方公共団体の行政資料などが収められる。
地方自治法第100条第20項に基づいて、議会図書室は一般に開放して利用に供することもできる。都道府県や一部の政令指定都市の議会図書室は規模も大きく、法令や行政情報の専門図書館として一般の利用者にとっても十分有益である。しかし大半の地方議会においては議会図書室に専任の職員を確保することが難しく、図書室の活動は極めて限定的である。このため、議会図書室の一般への開放はあまり行われていないか行われていても十分に周知広報されておらず、また開放されていても十分なサービスが提供できていないことがほとんどである。例えば資料の複写は、著作権法施行令に基づいて図書館法の定める司書もしくは文部科学省の省令で司書に相当する職員として定められた職員が置かれていることが要件となっていることもあり、一般に対する複写サービスは行われていないものがかなりの割合を占めている。

#### 政令市議会図書室の特色
政令市議会の議会図書室は蔵書冊数約12,000冊程度であり中学校図書館並みの規模を持つことがわかった。

#### 市区町村地方議会図書室の特色
日経グローカル調査では政令市を除く各都道府県庁所在地市議会図書室（特別区は新宿区議会図書室のみ）を調査したところ、多くの市区町村のそれは「書庫状態」ということが判明した。また、日経グローカル調査より約10年前の調査になるが野口・鯨岡調査においても同様の結果が見られた。なお、蔵書構成は日経グローカル調査においては行われなかったが、野口・鯨岡調査によると都道府県議会図書室との差異はほとんど見られなかった。

#### 市区町村地方議会図書室無設置問題
早稲田大学議会図書室アンケート調査（2015）によると、議会図書室専用室を設けている市議会は54％で町村は24％であった。議員控室または会議室と兼用されている議会図書室が多数存在し、したがって「書庫状態」ですらない議会図書室が多数存在することがわかった

#### その他
公共図書館であるが議会図書室と実質同じ役割を果たしている図書館もある。『中小都市における公共図書館の運営』や『市民の図書館』で有名になった日野市の市政図書館で市役所の1階に置かれている。この図書館は議会事務局ではなく教育委員会の属する図書館であるが、都道府県議会図書館と同等かそれ以上の規模を持つ。

## 世界の議会図書館
- アメリカ議会図書館
- 国立国会図書館（日本）
- 韓国国会図書館
- ドイツ連邦議会図書館
- 立法院国会図書館（中国語版）（中華民国（台湾））